# Pietà (Lorenzo da San Severino)
La Pietà è un dipinto a tempera su tavola (62x158 cm) di Lorenzo da San Severino, databile al 1491 circa e conservato nella Galleria degli Uffizi a Firenze.

## Storia e descrizione
Il dipinto è in tutta probabilità la cimasa di una pala d'altare, secondo Antonio Paolucci proveniente dalla chiesa di Santa Lucia a Fabriano, oggi alla National Gallery di Londra: oltre che per le affinità stilistiche tra i due lavori, l'ipotesi appare rafforzata dalle quali identiche misure di larghezza della tavola.
Nell'inventario della galleria del 1490 la tavola è attribuita a Carlo Crivelli, e in effetti il lavoro di questo pittore marchigiano si ispira fortemente al più influente maestro quattrocentesco della regione. Con una visione adattata da sott'in su, Gesù morto è rappresentato sul bordo del sepolcro, dove si vede la lastra scostata. L'espressionismo della Vergine che lo regge, di Maria Maddalena che ne bacia una mano e di Giovanni apostolo che, in lacrime, ne tiene il busto rimandano a esempi ferraesi e veneti.